# 山口刚史
山口刚史（日语：／ Yamaguchi Tsuyoshi，1984年11月21日—），日本男子冰壶运动员，2015年亚太锦标赛男子银牌得主、2016年亚太锦标赛男子金牌得主、2017年亚洲冬季运动会男子银牌得主、2017年亚太锦标赛男子铜牌得主。